# 도카이도 본선
도카이도 본선(일본어: 東海道本線 도카이도혼센[*])은 일본 도쿄도 지요다구의 도쿄역에서 효고현 고베시 주오구의 고베역까지를 잇는 간선 철도 노선과 그 부속 지선을 이른다.
본선의 경우 도쿄역 ~ 아타미역 구간은 동일본 여객철도(JR 동일본)가, 아타미역 ~ 마이바라역 구간은 도카이 여객철도(JR 도카이)가, 마이바라역 ~ 고베역 구간은 서일본 여객철도(JR 서일본)가 각각 관할하고 있다. 지선에 대해서는 대부분의 노선은 각 여객철도 회사가 맡으나 화물 지선 일부는 일본화물철도(JR 화물)이 직접 관할한다.
또한 넓은 의미로 도카이도·산요 신칸센 도쿄역에서 신코베역까지 구간도 본선에 포함시킬 경우가 있다.
재래선의 지역별 상세는 아래 개별 문서를 참조하라.
- 도카이도선 (JR 동일본)(도쿄역~아타미역 사이)
- 도카이도선 (시즈오카 지구)(아타미역~도요하시역 사이)
- 도카이도선 (나고야 지구)(도요하시역~마이바라역 사이)
- 비와코선 (마이바라역~교토역 사이)
- JR 교토선(교토역~오사카역 사이)
- JR 고베선(오사카역~고베역 사이)

## 개요
일본에서 최초로 개통한 철도인 신바시역 (후의 시오도메 화물역) ~ 요코하마역 (현재의 사쿠라기초역) 간을 포함해 도카이도(엄밀히 일부는 미노지·나카센도)를 따라 도쿄에서 고베까지의 도시들을 잇고 있다. 일본의 주요 도시들을 지나지만, 원거리 여객수송은 대부분 도카이도 신칸센에 그 역할을 양보하였다. 하지만 현재도 전 구간에 걸쳐 화물 열차가 다수 운행되고 있다.
동일본 여객철도가 관할하는 도쿄 - 아타미 구간 및 힌카쿠 선은 도쿄 근교 구간에 속하며, 서일본 여객철도가 관할하는 마이바라 - 고베 구간은 오사카 근교 구간에 속한다. 또, 도쿄 - 오후나 및 힌카쿠 선, 교토 - 고베 간은 전차 특정 구간으로, 도쿄 - 시나가와 구간은 도쿄 야마노테 선내 구간으로 설정되어 있다.

## 노선 정보
- 관할·노선 거리 (영업 거리): 전장 713.6km (지선 포함, 도쿄 ~ 고베간은 589.5km)
  - 동일본 여객철도 (제1종 철도사업자):
    - 도쿄역 ~ 아타미역간 104.6km (도카이 여객철도와의 경계는 단나 터널 동쪽 입구 부근)
    - 시나가와역 ~ 헤비쿠보 신호장 ~ 신카와사키역 ~ 쓰루미역간 17.8km (힌카쿠 선)
    - 하마마쓰초역 ~ 도쿄 화물터미널역 ~ 가와사키 화물역 ~ 하마카와사키역간 20.6km (도카이도 화물선)
    - 쓰루미역 ~ 핫초나와테역간 2.3km (도카이도 화물선)
    - 쓰루미역 ~ 히가시타카시마 역 ~ 사쿠라기초역간 8.5km (다카시마 선)
    - 이리에 신호장 ~ 신코 역간 (2.7km) (여객철도 회사의 영업거리 설정 없음. 현재는 철로가 철거되어 사실상 폐선)
    - 쓰루미역 ~ 요코하마하자와역 ~ 히가시토쓰카역간 16.0km (도카이도 화물선)

  - 도카이 여객철도 (제1종 철도사업자):
    - 아타미역 ~ 마이바라역간 341.3km
    - 오가키역 ~ 미노아카사카역간 5.0km (미노아카사카 지선)
    - 오가키역 ~ (신타루이) ~ 세키가하라역간 13.8km (신타루이 선)

  - 서일본 여객철도 (제1종 철도사업자):
    - 마이바라역 ~ 고베역간 143.6km（도카이 여객철도와의 경계는 마이바라역 동쪽)
    - 교토 화물역 ~ 단파구치 역간 (3.3km) (산인 연락선, 여객철도 회사의 영업거리 설정 없음)
    - 스이타 역 ~ (미야하라 종합 운전소) ~ 아마가사키 역간 10.7km (홋포 화물선)
    - 스이타 역 ~ 우메다역 ~ 후쿠시마역간 (8.5km) (우메다 화물선, 여객철도 회사의 영업거리 설정 없음)

  - 일본 화물 철도：
    - 제1종 철도사업자 구간:
      - 산노 신호장 ~ 나고야 항역간 6.2km (나고야 항선)
      - 스이타 신호장 ~ 오사카 화물터미널역간 8.7km (오사카 터미널선)

    - 제2종 철도사업자 구간:
      - 시나가와역 ~ 아타미역간 (97.8km)
      - 시나가와역 ~ 신쓰루미 신호장간 (13.9km)
      - 도쿄 화물터미널역 ~ 하마카와사키 역간 (12.9km)
      - 쓰루미역 ~ 요코하마하자와 역 ~ 히가시토쓰카 역간 (16.0km)
      - 쓰루미역 ~ 핫초나와테역간 (2.3km)
      - 쓰루미역 ~ 신코 역 ~ 히가시타카시마 역 ~ 사쿠라기초 역간 (11.2km)
      - 아타미역 ~ 마이바라역간 (341.3km)
      - 미나미아라오 신호장 ~ 세키가하라 역간 (10.7km)
      - 미나미아라오 신호장 ~ 미노아카사카 역간 (1.9km)
      - 마이바라역 ~ 고베역간 (139.0km) (홋포 화물선 경유)
      - 스이타 역 ~ 우메다역 ~ 후쿠시마역간 (8.5km)
- 궤간: 1,067 mm (협궤)
- 역 수:
  - 여객역: 167역 (JR 동일본 35역, JR 도카이 82역, JR 서일본 50역. 단 시나가와 ~ 신카와사키 ~ 쓰루미 간, 오가키 ~ 미노아카사카 간 이외의 지선 역은 제외)
  - 화물역: 13역 (여객 병설역은 제외)
- 복선 구간:
  - 복복선이상 (재래선 ※)
    - 도쿄역 ~ 오다와라역간 83.9km
    - 구사쓰역 ~ 고베역간 98.1km
    - 신쓰루미 신호장 ~ 쓰루미역간 4.9km
    - 나고야역 ~ 이나자와역간 11.1km

  - 복선：
    - 오다와라역 ~ 나고야역간
    - 이나자와역 ~ 구사쓰역간 (미나미아라오 신호장 ~ 다루이 역 ~ 세키가하라 역간은 구조상 상행 본선과 단선 (통칭 다루이 선) 병렬)
    - 시나가와역 ~ 신카와사키 역 ~ 쓰루미 역간
    - 하마마쓰초 역 ~ 도쿄 화물터미널역 ~ 가와사키 화물역 ~ 하마카와사키 역간
    - 쓰루미역 ~ 핫초나와테역간
    - 쓰루미역 ~ 히가시타카시마 역간
    - 쓰루미역 ~ 요코하마하자와 역 ~ 히가시토쓰카 역간
    - 스이타 역 ~ 우메다역간
    - 스이타 역 ~ (구 미야하라 조차장 ~ 아마가사키 역간

  - 단선:
    - 이리에 신호장 ~ 신코 역간
    - 히가시타카시마 역 ~ 사쿠라기초 역간
    - 산노 신호장 ~ 나고야 항역간
    - 오가키 역 ~ 미노아카사카 역간
    - 오가키 역 ~ (신타루이) ~ 세키가하라 역간 (하행 전용 구배완화 별선)
    - 우메코지 역 ~ 단파구치 역간
    - 스이타 역 ~ 오사카 화물터미널역간
    - 우메다역 ~ 후쿠시마 역간
- 전철화 구간:
  - 산노 신호장 ~ 나고야 항역을 제외한 전 구간 직류 1,500 V 전철화

※ 도카이도 신칸센은 ‘도카이도 본선의 확장’으로서 건설되었기 때문에, 그 점에서 보면 지선을 제외한 전 구간이 ‘복복선’이다. 또한, JR 선로 명칭 공고에서는 도카이도 신칸센 및 산요 신칸센을 도카이도 본선의 이름 없는 지선으로 취급되고 있다 (1982년의 도호쿠 신칸센 개통 이전에는 완전한 추가 선로 취급이었다). 한편, 기본 사업 계획이나 국토교통성 감수 《철도요람》에서는 다른 노선으로 취급되고 있다.

## 운행 열차

### JR 동일본
- 185계 (도쿄 - 아타미, 이토 선에 직결운행)
- 211-0계 (JR 동일본) (도쿄 - 아타미 - 누마즈, 이토 선에 직결운행)
- 211-2000계 (JR 동일본) (도쿄 - 아타미 - 누마즈, 이토 선에 직결운행)
- E217계 (도쿄 - 아타미)
- E231-1000계 (도쿄 - 아타미 - 누마즈, 이토 선에 직결운행, 고텐바 선에 직결운행)
- E233-3000계 (도쿄 - 아타미)
- 373계 (JR 도카이) (도쿄 - 아타미 - [JR 도카이 구역])

### JR 도카이

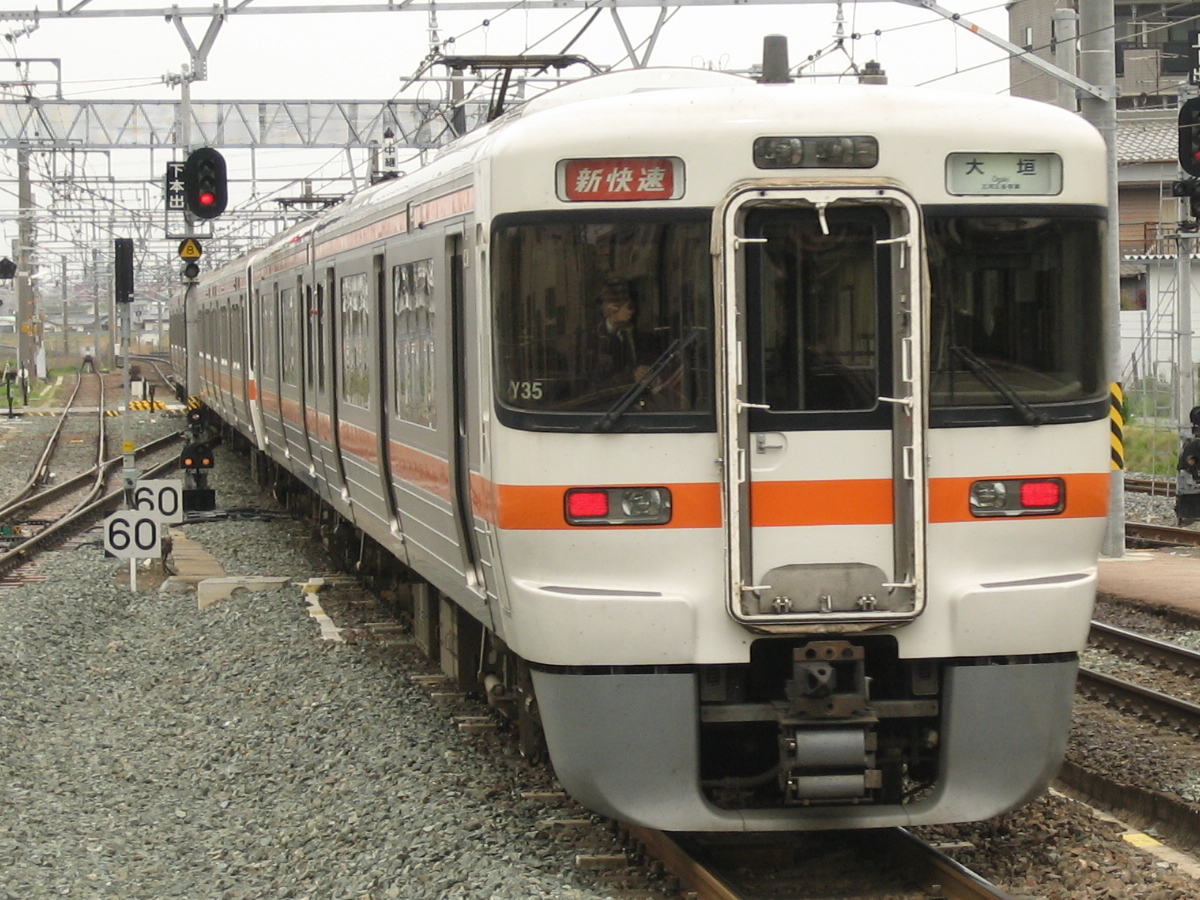
JR 도카이 313계

- 117계 (하마마쓰 - 도요하시, 가나야마 - 오가키 - 마이바라)
- 211-0계 (JR 도카이) (가케가와 - 하마마쓰 - 도요하시 - 기후 - 오가키 - 마이바라)
- 211-0계 (JR 동일본) ([JR 동일본 구역] - 아타미 - 누마즈)
- 211-2000계 (JR 동일본) ([JR 동일본 구역] - 아타미 - 누마즈)
- 211-5000계 (JR 도카이) (아타미 - 도요하시, 고텐바 선에 직결운행)
- 211-6000계 (JR 도카이) (아타미 - 도요하시, 고텐바 선에 직결운행, 미노부 선에 직결운행)

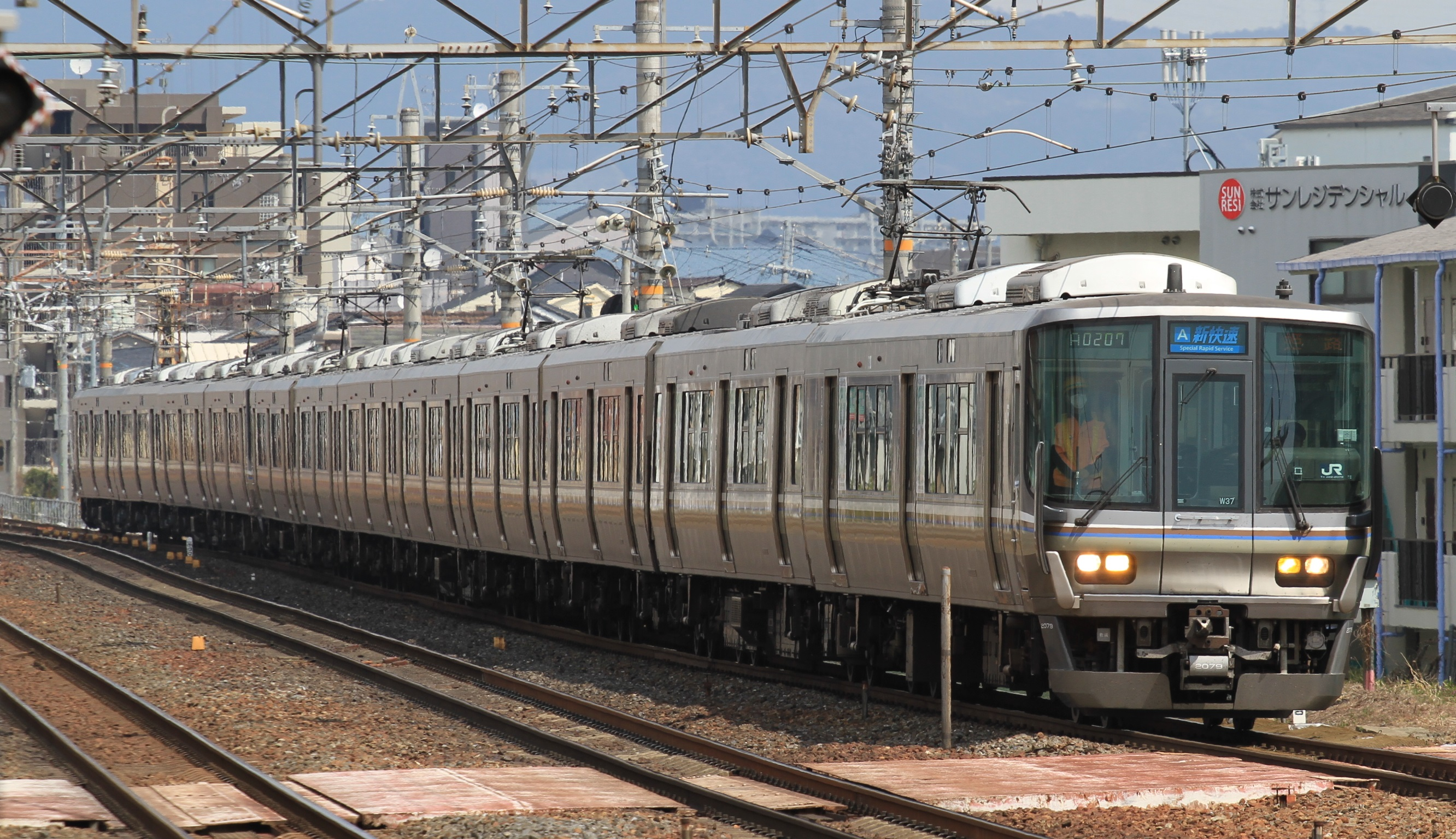
223계

- 221계 (JR 서일본) ([JR 서일본 구역] - 마이바라 - 오가키)
- 223-1000계 (JR 서일본) ([JR 서일본 구역] - 마이바라 - 오가키)
- 223-2000계 (JR 서일본) ([JR 서일본 구역] - 마이바라 - 오가키)
- 223-6000계 (JR 서일본) ([JR 서일본 구역] - 마이바라 - 오가키)
- 225-0계 (JR 서일본) ([JR 서일본 구역] - 마이바라 - 오가키)
- E231-1000계 (JR 동일본) ([JR 동일본 구역] - 아타미 - 누마즈)
- 311계 (시즈오카 - 가케가와 - 하마마쓰 - 도요하시 - 기후)
- 313-0계 (하마마쓰 - 도요하시 - 기후 - 오가키)
- 313-300계 (하마마쓰 - 도요하시 - 기후 - 오가키, 오가키 - 미노아카사카)
- 313-2300계 (아타미 - 도요하시, 고텐바 선에 직결운행, 미노부 선에 직결운행)
- 313-2500계 (아타미 - 도요하시, 고텐바 선에 직결운행, 미노부 선에 직결운행)
- 313-2600계 (아타미 - 도요하시, 고텐바 선에 직결운행, 미노부 선에 직결운행)
- 313-3000계 (고텐바 선에 직결운행, 미노부 선에 직결운행)
- 313-3100계 (고텐바 선에 직결운행, 미노부 선에 직결운행)
- 313-5000계 (하마마쓰 - 도요하시 - 기후 - 오가키 - 마이바라)
- 373계 ([JR 동일본 구역] - 아타미 - 시즈오카, 하마마쓰 - 도요하시, 오가키 - 마이바라)
- 683-2000계 (JR 서일본) (나오야 - 오가키 - 세키가하라)
- 키하 75 (타케토요 선에 직결운행)

## 역 목록
범례
●: 모든 열차 정차, ▲: 일부 열차 정차, │: 통과, ∥: 다른 노선 경유

### 동일본 여객철도 관할
| 역 이름             | 일본어 이름      | 도 | 야                                                                                            | 게도                                             | 요                                           | 접속 노선 | 소재지              | 소재지              | 소재지     |
| ------------------- | ---------------- | -- | --------------------------------------------------------------------------------------------- | ------------------------------------------------ | -------------------------------------------- | --- | ------------------- | ------------------- | ---------- |
| 도쿄                | 東京             | ●  | ●                                                                                             | ●                                                | ●                                            | ■ 도카이도 신칸센, ■ 도호쿠 신칸센 도호쿠 본선, 게이요 선 (JE 01), 소부 쾌속선 (JO 19) 도쿄 메트로 마루노우치선 (M-17)                            | 도쿄도              | 지요다구            | 지요다구   |
| 유라쿠초            | 有楽町           | ｜ | ●                                                                                             | ●                                                | ∥                                            | 유라쿠초 선 (Y-18), 히비야 선 (히비야 역, H-07) 미타 선 (히비야 역, I-08), 지요다 선 (히비야 역, C-09)                                            | 도쿄도              | 지요다구            | 지요다구   |
| 신바시              | 新橋             | ●  | ●                                                                                             | ●                                                | ●                                            | 도에이 지하철 아사쿠사선 (A-10), 도쿄 메트로 긴자선 (G-08) 유리카모메 도쿄 임해 신교통 임해선 (U-01)                                              | 도쿄도              | 미나토구            | 미나토구   |
| 하마마쓰초          | 浜松町           | ｜ | ●                                                                                             | ●                                                | ∥                                            | 도에이 지하철 아사쿠사선 (A-09) 도에이 지하철 오에도선 (E-20), 도쿄 모노레일 하네다 선                                                            | 도쿄도              | 미나토구            | 미나토구   |
| 다마치              | 田町             | ｜ | ●                                                                                             | ●                                                | ∥                                            | 도에이 지하철 아사쿠사선 (미타 역, A-08) 도에이 지하철 미타선 (미타 역, I-04)                                                                     | 도쿄도              | 미나토구            | 미나토구   |
| 다카나와 게이트웨이 | 高輪ゲートウェイ | ｜ | ●                                                                                             | ●                                                | ∥                                            | | 도쿄도              | 미나토구            | 미나토구   |
| 시나가와            | 品川             | ●  | ●                                                                                             | ●                                                | ●                                            | ■ 도카이도 신칸센 ■ 야마노테 선 (JY 25), ■ 게이힌 급행 전철 본선 (KK 01)                                                                          | 도쿄도              | 미나토구            | 미나토구   |
| 오이마치            | 大井町           | ｜ |                                                                                               | ●                                                | ∥                                            | 도쿄 급행 전철 오이마치 선 도쿄 임해 고속 철도 린카이 선                                                                                          | 도쿄도              | 시나가와구          | 시나가와구 |
| 오모리              | 大森             | ｜ | ●                                                                                             | ∥                                                |                                              | 오타구 | 오타구              |                     |            |
| 가마타              | 蒲田             | ｜ | ●                                                                                             | ∥                                                | 도쿄 급행 전철 이케가미 선, 도큐 다마가와 선 | 오타구 | 오타구              |                     |            |
| 가와사키            | 川崎             | ●  | ●                                                                                             | ∥                                                | 난부 선                                      | 가나가와현 | 가와사키시          | 가와사키구          |            |
| 쓰루미              | 鶴見             | ｜ | ●                                                                                             | ∥                                                | 쓰루미 선, 무사시노 선(화물선)               | 가나가와현 | 요코하마시          | 쓰루미구            |            |
| 신코야스            | 新子安           | ｜ | ●                                                                                             | ∥                                                |                                              | 가나가와현 | 요코하마시          | 가나가와구          |            |
| 히가시카나가와      | 東神奈川         | ｜ | ●                                                                                             | ∥                                                | 요코하마 선                                  | 가나가와현 | 요코하마시          | 가나가와구          |            |
| 니시오이            | 西大井           | ∥  | ∥                                                                                             | ●                                                |                                              | 도쿄 도 시나가와 구 | 도쿄 도 시나가와 구 | 도쿄 도 시나가와 구 |            |
| 무사시코스기        | 武蔵小杉         | ∥  | ∥                                                                                             | ●                                                | 가나가와 현                                  | 가와사키 시 | 나카하라구          |                     |            |
| 신카와사키          | 新川崎           | ∥  | ∥                                                                                             | ●                                                | 가나가와 현                                  | 가와사키 시 | 사이와이구          |                     |            |
| 요코하마            | 横浜             | ●  | ●                                                                                             | ●                                                | 가나가와 현                                  | 네기시 선, 도쿄 급행 전철 도요코 선 요코하마 고속 철도 미나토미라이21 선, 게이힌 급행 전철 본선 사가미 철도 본선, 요코하마 시 교통국 지하철 3호선 | 요코하마 시         | 니시구              |            |
| 호도가야            | 保土ヶ谷         | ｜ |                                                                                               | ●                                                | 가나가와 현                                  | | 요코하마 시         | 호도가야구          |            |
| 히가시토쓰카        | 東戸塚           | ｜ | ●                                                                                             | 도쓰카구                                         | 가나가와 현                                  | | 요코하마 시         |                     |            |
| 도쓰카              | 戸塚             | ●  | ●                                                                                             | 도쓰카구                                         | 가나가와 현                                  | 요코하마 시 교통국 지하철 1호선 | 요코하마 시         |                     |            |
| 오후나              | 大船             | ●  | ●                                                                                             | 요코스카 선, 네기시 선 쇼난 모노레일 에노시마 선 | 가나가와 현                                  | 가마쿠라시 | 가마쿠라시          |                     |            |
| 후지사와            | 藤沢             | ●  |                                                                                               | 오다큐 전철 에노시마 선, 에노시마 전철           | 가나가와 현                                  | 후지사와시 | 후지사와시          |                     |            |
| 쓰지도              | 辻堂             | ●  |                                                                                               |                                                  | 가나가와 현                                  | 후지사와시 | 후지사와시          |                     |            |
| 지가사키            | 茅ヶ崎           | ●  | 사가미 선                                                                                     | 지가사키시                                       | 지가사키시                                   | |                     |                     |            |
| 히라쓰카            | 平塚             | ●  |                                                                                               | 히라쓰카시                                       | 히라쓰카시                                   | |                     |                     |            |
| 오이소              | 大磯             | ●  | 나카군                                                                                        | 오이소정                                         | 가나가와 현                                  | |                     |                     |            |
| 니노미야            | 二宮             | ●  | 나카군                                                                                        | 니노미야정                                       | 가나가와 현                                  | |                     |                     |            |
| 고즈                | 国府津           | ●  | 고텐바 선                                                                                     | 오다와라시                                       | 오다와라시                                   | |                     |                     |            |
| 가모노미야          | 鴨宮             | ●  |                                                                                               | 오다와라시                                       | 오다와라시                                   | |                     |                     |            |
| 오다와라            | 小田原           | ●  | 도카이도 신칸센, 오다큐 전철 오다와라 선 하코네 등산 철도 철도선, 이즈하코네 철도 다이유잔 선 | 오다와라시                                       | 오다와라시                                   | |                     |                     |            |
| 하야카와            | 早川             | ●  |                                                                                               | 오다와라시                                       | 오다와라시                                   | |                     |                     |            |
| 네부카와            | 根府川           | ●  |                                                                                               | 오다와라시                                       | 오다와라시                                   | |                     |                     |            |
| 마나즈루            | 真鶴             | ●  | 아시가라시모군                                                                                | 마나즈루정                                       |                                              | |                     |                     |            |
| 유가와라            | 湯河原           | ●  | 아시가라시모군                                                                                | 유가와라정                                       |                                              | |                     |                     |            |
| 아타미              | 熱海             | ●  | 시즈오카 방면 도카이도 신칸센, 이토 선(일부 직결 운행)                                        | 시즈오카현 아타미시                              | 시즈오카현 아타미시                          | 시즈오카현 아타미시 |                     |                     |            |

- 접속노선에는 노선의 정식 명칭만 실음.
- ※ 영업을 아직 하지 않았음을 나타냄.

### 도카이 여객철도 관할

#### 아타미 ~ 하마마쓰
| 역 이름          | 일본어 이름 | 접속 노선                                         | 소재지                                                          | 소재지                                        | 소재지   |
| ---------------- | ----------- | ------------------------------------------------- | --------------------------------------------------------------- | --------------------------------------------- | -------- |
| 아타미           | 熱海        | 도쿄 방면 도카이도 신칸센, 이토 선                | 시즈오카현                                                      | 아타미시                                      | 아타미시 |
| 간나미           | 函南        |                                                   | 시즈오카현                                                      | 다가타군                                      | 간나미정 |
| 미시마           | 三島        | 도카이도 신칸센 이즈하코네 철도 슨즈 선           | 시즈오카현                                                      | 미시마시                                      | 미시마시 |
| 누마즈           | 沼津        | 고텐바 선                                         | 시즈오카현                                                      | 누마즈시                                      | 누마즈시 |
| 가타하마         | 片浜        |                                                   | 시즈오카현                                                      | 누마즈시                                      | 누마즈시 |
| 하라             | 原          |                                                   | 시즈오카현                                                      | 누마즈시                                      | 누마즈시 |
| 히가시타고노우라 | 東田子の浦  | 후지시                                            | 후지시                                                          |                                               |          |
| 요시와라         | 吉原        | 후지시                                            | 후지시                                                          | 가쿠난 전차 가쿠난 선                         |          |
| 후지             | 富士        | 후지시                                            | 후지시                                                          | 미노부 선                                     |          |
| 후지카와         | 富士川      | 후지시                                            | 후지시                                                          |                                               |          |
| 신칸바라         | 新蒲原      | 시즈오카시                                        | 시미즈구                                                        |                                               |          |
| 간바라           | 蒲原        | 시즈오카시                                        | 시미즈구                                                        |                                               |          |
| 유이             | 由比        | 시즈오카시                                        | 시미즈구                                                        |                                               |          |
| 오키쓰           | 興津        | 시즈오카시                                        | 시미즈구                                                        |                                               |          |
| 시미즈           | 清水        | 시즈오카시                                        | 시미즈구                                                        | 시즈오카 철도 시즈오카시미즈 선 (신시미즈 역) |          |
| 구사나기         | 草薙        | 시즈오카시                                        | 시미즈구                                                        | 시즈오카 철도 시즈오카시미즈 선 (구사나기 역) |          |
| 시즈오카카모쓰   | 静岡貨物    | 시즈오카시                                        |                                                                 | 스루가구                                      |          |
| 히가시시즈오카   | 東静岡      | 시즈오카시                                        | 시즈오카 철도 시즈오카시미즈 선 (나가누마역)                    | 아오이구                                      |          |
| 시즈오카         | 静岡        | 시즈오카시                                        | 도카이도 신칸센 시즈오카 철도 시즈오카시미즈 선 (신시즈오카 역) | 아오이구                                      |          |
| 아베카와         | 安倍川      | 시즈오카시                                        |                                                                 | 스루가 구                                     |          |
| 모치무네         | 用宗        | 시즈오카시                                        |                                                                 | 스루가 구                                     |          |
| 야이즈           | 焼津        | 야이즈시                                          | 야이즈시                                                        |                                               |          |
| 니시야이즈       | 西焼津      | 야이즈시                                          | 야이즈시                                                        |                                               |          |
| 후지에다         | 藤枝        | 후지에다시                                        | 후지에다시                                                      |                                               |          |
| 로쿠고           | 六合        | 시마다시                                          | 시마다시                                                        |                                               |          |
| 시마다           | 島田        | 시마다시                                          | 시마다시                                                        |                                               |          |
| 가나야           | 金谷        | 시마다시                                          | 시마다시                                                        | 오이가와 철도 오이가와 본선                   |          |
| 기쿠가와         | 菊川        |                                                   | 기쿠가와시                                                      | 기쿠가와시                                    |          |
| 가케가와         | 掛川        | 도카이도 신칸센 덴류하마나코 철도 덴류하마나코 선 | 가케가와시                                                      | 가케가와시                                    |          |
| 아이노           | 愛野        |                                                   | 후쿠로이시                                                      | 후쿠로이시                                    |          |
| 후쿠로이         | 袋井        |                                                   | 후쿠로이시                                                      | 후쿠로이시                                    |          |
| 이와타           | 磐田        | 이와타시                                          | 이와타시                                                        |                                               |          |
| 도요다초         | 豊田町      | 이와타시                                          | 이와타시                                                        |                                               |          |
| 덴류가와         | 天竜川      | 하마마쓰시                                        | 히가시구                                                        |                                               |          |
| 하마마쓰         | 浜松        | 하마마쓰시                                        | 도카이도 신칸센 나고야 방면 엔슈 철도 철도선(신하마마쓰 역)     | 나카구                                        |          |

#### 하마마쓰 ~ 마이바라
| 역 이름          | 일본어 이름 | 접속 노선 | 소재지 | 소재지                                         | 소재지                                                                      |
| ---------------- | ----------- | --- | --- | ---------------------------------------------- | --------------------------------------------------------------------------- |
| 하마마쓰         | 浜松        | 도카이도 신칸센 시즈오카 방면 엔슈 철도 철도선(신하마마쓰 역)                                                                | 시즈오카현 | 하마마쓰시                                     | 나카구                                                                      |
| 다카쓰카         | 高塚        | | 시즈오카현 | 하마마쓰시                                     | 미나미구                                                                    |
| 마이사카         | 舞阪        | 니시구 | 시즈오카현 | 하마마쓰시                                     |                                                                             |
| 벤텐지마         | 弁天島      | 니시구 | 시즈오카현 | 하마마쓰시                                     |                                                                             |
| 아라이마치       | 新居町      | 고사이시 | 고사이시 |                                                |                                                                             |
| 와시즈           | 鷲津        | 고사이시 | 고사이시 |                                                |                                                                             |
| 신조하라         | 新所原      | 고사이시 | 고사이시 | 덴류하마나코 철도 덴류하마나코 선              |                                                                             |
| 후타가와         | 二川        | | 아이치현 | 도요하시시                                     | 도요하시시                                                                  |
| 도요하시         | 豊橋        | 도카이도 신칸센, 이다선 나고야 철도 나고야 본선 도요하시 철도 아쓰미 선(신토요하시 역) 도요하시 철도 아즈마다 본선(역 앞 역) | 아이치현 | 도요하시시                                     | 도요하시시                                                                  |
| 니시코자카이     | 西小坂井    | | 아이치현 | 도요카와시                                     | 도요카와시                                                                  |
| 아이치미토       | 愛知御津    | | 아이치현 | 도요카와시                                     | 도요카와시                                                                  |
| 미카와오쓰카     | 三河大塚    | 가마고리시 | 가마고리시 |                                                |                                                                             |
| 미카와미야       | 三河三谷    | 가마고리시 | 가마고리시 |                                                |                                                                             |
| 가마고리         | 蒲郡        | 가마고리시 | 가마고리시 | 나고야 철도 가마고리 선                        |                                                                             |
| 미카와시오쓰     | 三河塩津    | 가마고리시 | 가마고리시 | 나고야 철도 가마고리 선(가마고리 경정장 앞 역) |                                                                             |
| 산가네           | 三ヶ根      | | 누카타군 | 고타정                                         |                                                                             |
| 아이미           | 相見        | | 누카타군 | 고타정                                         |                                                                             |
| 고다             | 幸田        | | 누카타군 | 고타정                                         |                                                                             |
| 오카자키         | 岡崎        | 아이치 환상 철도 아이치 환상 철도선                                                                                          | 오카자키시 | 오카자키시                                     |                                                                             |
| 니시오카자키     | 西岡崎      | | 오카자키시 | 오카자키시                                     |                                                                             |
| 안조             | 安城        | 안조시 | 안조시 |                                                |                                                                             |
| 미카와안조       | 三河安城    | 안조시 | 안조시 | 도카이도 신칸센                                |                                                                             |
| 히가시카리야     | 東刈谷      | | 가리야시 | 가리야시                                       |                                                                             |
| 노다신마치       | 野田新町    | | 가리야시 | 가리야시                                       |                                                                             |
| 가리야           | 刈谷        | 나고야 철도 미카와 선 | 가리야시 | 가리야시                                       |                                                                             |
| 아이즈마         | 逢妻        | | 가리야시 | 가리야시                                       |                                                                             |
| 오부             | 大府        | 다케토요 선 | 오부시 | 오부시                                         |                                                                             |
| 교와             | 共和        | | 오부시 | 오부시                                         |                                                                             |
| 미나미오다카     | 南大高      | 나고야시 | 미도리구 |                                                |                                                                             |
| 오다카           | 大高        | 나고야시 | 미도리구 |                                                |                                                                             |
| 가사데라         | 笠寺        | 나고야시 | 나고야 임해 철도 도코 선(화물선) | 미나미구                                       |                                                                             |
| 아쓰타           | 熱田        | 나고야시 | | 아쓰타구                                       |                                                                             |
| 가나야마         | 金山        | 나고야시 | 주오 본선, 나고야 철도 나고야 본선 ■ 나고야 시 교통국 지하철 메이조 선, 〓 메이코 선 | 나카구                                         |                                                                             |
| 오토바시         | 尾頭橋      | 나고야시 | | 나카가와구                                     |                                                                             |
| 나고야           | 名古屋      | 나고야시 | 도카이도 신칸센, 주오 본선, 간사이 본선 ■ 나고야 시 교통국 지하철 히가시야마 선, ■ 사쿠라도리 선 나고야 임해고속철도 니시나고야 항선 나고야 철도 나고야 본선(메이테쓰 나고야 역) 긴키 닛폰 철도 나고야 선(긴테쓰 나고야 역) | 나카무라구                                     |                                                                             |
| 비와지마         | 枇杷島      | 도카이 교통 사업 조호쿠 선                                                                                                   | 기요스시 | 기요스시                                       |                                                                             |
| 기요스           | 清洲        | | 이나자와시 | 이나자와시                                     |                                                                             |
| 이나자와         | 稲沢        | | 이나자와시 | 이나자와시                                     |                                                                             |
| 오와리이치노미야 | 尾張一宮    | 나고야 철도 나고야 본선(메이테쓰 이치노미야 역)                                                                              | 이치노미야시 | 이치노미야시                                   |                                                                             |
| 기소가와         | 木曽川      | | 이치노미야시 | 이치노미야시                                   |                                                                             |
| 기후             | 岐阜        | 다카야마 본선 나고야 철도 가카미가하라 선(메이테쓰 기후 역)                                                                  | 기후현 | 기후시                                         | 기후시                                                                      |
| 니시기후         | 西岐阜      | | 기후현 | 기후시                                         | 기후시                                                                      |
| 호즈미           | 穂積        | 미즈호시 | 미즈호시 |                                                |                                                                             |
| 오가키           | 大垣        | 미노아카사카 방면 요로 철도 요로 선 다루미 철도 다루미 선                                                                    | 기후현 | 오가키시                                       | 오가키시                                                                    |
| 다루이           | 垂井        | | 기후현 | 후와군                                         | 다루이정                                                                    |
| 세키가하라       | 関ヶ原      | 세키가하라정 | 기후현 | 후와군                                         |                                                                             |
| 가시와바라       | 柏原        | 시가현 | 마이바라시 | 마이바라시                                     |                                                                             |
| 오미나가오카     | 近江長岡    | 시가현 | 마이바라시 | 마이바라시                                     |                                                                             |
| 사메가이         | 醒ヶ井      | 시가현 | 마이바라시 | 마이바라시                                     |                                                                             |
| 마이바라         | 米原        | 시가현 | 마이바라시 | 마이바라시                                     | 도카이도 신칸센, 교토, 오사카 방면(비와코 선) 호쿠리쿠 본선, 오미 철도 본선 |

##### 미노아카사카 지선
| 역 이름      | 일본어 이름 | 소재지          |
| ------------ | ----------- | --------------- |
| 오가키       | 大垣        | 기후현 오가키시 |
| 아라오       | 荒尾        | 기후현 오가키시 |
| 미노아카사카 | 美濃赤坂    | 기후현 오가키시 |

### 서일본 여객철도 관할
| 운행 계통      | 역 이름      | 일본어 이름                 | 접속 노선 | 소재지                       | 소재지                                                   | 소재지       |
| -------------- | ------------ | --------------------------- | --- | ---------------------------- | -------------------------------------------------------- | ------------ |
| 비 와 코 선    | 마이바라     | 米原                        | 도카이도 신칸센, 오가키, 기후 방면 호쿠리쿠 본선, 오미 철도 본선 | 시가현                       | 마이바라시                                               | 마이바라시   |
| 비 와 코 선    | 히코네       | 彦根                        | 오미 철도 본선 | 시가현                       | 히코네시                                                 | 히코네시     |
| 비 와 코 선    | 미나미히코네 | 南彦根                      | | 시가현                       | 히코네시                                                 | 히코네시     |
| 비 와 코 선    | 가와세       | 河瀬                        | | 시가현                       | 히코네시                                                 | 히코네시     |
| 비 와 코 선    | 이나에       | 稲枝                        | | 시가현                       | 히코네시                                                 | 히코네시     |
| 비 와 코 선    | 노토가와     | 能登川                      | 히가시오미시 | 히가시오미시                 |                                                          |              |
| 비 와 코 선    | 아즈치       | 安土                        | 가모군 | 시가현                       | 아즈치정                                                 |              |
| 비 와 코 선    | 오미하치만   | 近江八幡                    | 오미 철도 요카이치 선 | 시가현                       | 오미하치만시                                             | 오미하치만시 |
| 비 와 코 선    | 시노하라     | 篠原                        | | 시가현                       | 오미하치만시                                             | 오미하치만시 |
| 비 와 코 선    | 야스         | 野洲                        | 야스시 | 야스시                       |                                                          |              |
| 비 와 코 선    | 모리야마     | 守山                        | 모리야마시 | 모리야마시                   |                                                          |              |
| 비 와 코 선    | 릿토         | 栗東                        | 릿토시 | 릿토시                       |                                                          |              |
| 비 와 코 선    | 구사쓰       | 草津                        | 구사쓰 선 | 시가현                       | 구사쓰시                                                 | 구사쓰시     |
| 비 와 코 선    | 미나미쿠사쓰 | 南草津                      | | 시가현                       | 구사쓰시                                                 | 구사쓰시     |
| 비 와 코 선    | 세타         | 瀬田                        | 오쓰시 | 오쓰시                       |                                                          |              |
| 비 와 코 선    | 이시야마     | 石山                        | 오쓰시 | 오쓰시                       | 게이한 전기 철도 이시야마사카모토 선(게이한 이시야마 역) |              |
| 비 와 코 선    | 제제         | 膳所                        | 오쓰시 | 오쓰시                       | 게이한 전기 철도 이시야마사카모토 선(게이한 제제 역)     |              |
| 비 와 코 선    | 오쓰         | 大津                        | 오쓰시 | 오쓰시                       |                                                          |              |
| 비 와 코 선    | 야마시나     | 山科                        | 고세이 선, ■ 교토 시 교통국 지하철 도자이 선 게이한 전기 철도 게이신 선(게이한 야마시나 역) | 교토부                       | 교토시                                                   | 야마시나구   |
| 비 와 코 선    | 교토         | 京都                        | 도카이도 신칸센, 산인 본선, 나라 선 긴키 닛폰 철도 교토 선, ■ 교토 시 교통국 지하철 가라스마 선 | 교토부                       | 교토시                                                   | 시모교구     |
| J R 교 토 선   | 교토         | 京都                        | 도카이도 신칸센, 산인 본선, 나라 선 긴키 닛폰 철도 교토 선, ■ 교토 시 교통국 지하철 가라스마 선 | 교토부                       | 교토시                                                   | 시모교구     |
| 니시오지       | 西大路       |                             | 미나미구 | 교토부                       | 교토시                                                   |              |
| 가쓰라가와     | 桂川         |                             | 미나미구 | 교토부                       | 교토시                                                   |              |
| 무코마치       | 向日町       | 무코시                      | 무코시 | 교토부                       |                                                          |              |
| 나가오카쿄     | 長岡京       | 나가오카쿄시                | 나가오카쿄시 | 교토부                       |                                                          |              |
| 야마자키       | 山崎         | 오토쿠니군                  | 오야마자키정 | 교토부                       |                                                          |              |
| 시마모토       | 島本         | 오사카부                    | 미시마군 | 시마모토정                   |                                                          |              |
| 다카쓰키       | 高槻         | 오사카부                    | 다카쓰키시 | 다카쓰키시                   |                                                          |              |
| 셋쓰톤다       | 摂津富田     | 오사카부                    | 다카쓰키시 | 다카쓰키시                   |                                                          |              |
| JR소지지       | JR総持寺     | 오사카부                    | 이바라키시 | 이바라키시                   |                                                          |              |
| 이바라키       | 茨木         | 오사카부                    | 이바라키시 | 이바라키시                   |                                                          |              |
| 센리오카       | 千里丘       | 오사카부                    | 셋쓰시 | 셋쓰시                       |                                                          |              |
| 기시베         | 岸辺         | 오사카부                    | 스이타시 | 스이타시                     |                                                          |              |
| 스이타         | 吹田         | 오사카부                    | 스이타시 | 스이타시                     | 한큐 전철 센리 선(스이타 역)                             |              |
| 히가시요도가와 | 東淀川       | 오사카부                    | | 오사카시                     | 요도가와구                                               |              |
| 신오사카       | 新大阪       | 오사카부                    | 도카이도 신칸센, 산요 신칸센 오사카히가시 선 ■ 오사카 시 교통국 지하철 미도스지 선 | 오사카시                     | 요도가와구                                               |              |
| 오사카         | 大阪         | 오사카부                    | 오사카 순환선, JR 도자이 선(기타신치역), 한큐 전철 교토 본선(우메다역) 한큐 전철 다카라즈카 본선(우메다 역), 한큐 전철 고베 본선(우메다 역) 한신 전기 철도 본선(우메다 역), ■ 오사카 시 교통국 지하철 미도스지 선(우메다 역) ■ 오사카 시 교통국 지하철 다니마치 선(히가시우메다 역) ■ 오사카 시 교통국 지하철 요쓰바시 선(니시우메다 역) | 오사카시                     | 기타구                                                   |              |
| 오사카         | 大阪         | 오사카부                    | 오사카 순환선, JR 도자이 선(기타신치역), 한큐 전철 교토 본선(우메다역) 한큐 전철 다카라즈카 본선(우메다 역), 한큐 전철 고베 본선(우메다 역) 한신 전기 철도 본선(우메다 역), ■ 오사카 시 교통국 지하철 미도스지 선(우메다 역) ■ 오사카 시 교통국 지하철 다니마치 선(히가시우메다 역) ■ 오사카 시 교통국 지하철 요쓰바시 선(니시우메다 역) | 오사카시                     | 기타구                                                   | J R 고 베 선 |
| 쓰카모토       | 塚本         |                             | 요도가와구 | 오사카시                     |                                                          |              |
| 아마가사키     | 尼崎         | 후쿠치야마 선, JR 도자이 선 | 효고현 | 아마가사키시                 | 아마가사키시                                             |              |
| 다치바나       | 立花         |                             | 효고현 | 아마가사키시                 | 아마가사키시                                             |              |
| 고시엔구치     | 甲子園口     | 니시노미야시                | 니시노미야시 |                              |                                                          |              |
| 니시노미야     | 西宮         | 니시노미야시                | 니시노미야시 |                              |                                                          |              |
| 사쿠라슈쿠가와 | さくら夙川   | 니시노미야시                | 니시노미야시 |                              |                                                          |              |
| 아시야         | 芦屋         | 아시야시                    | 아시야시 |                              |                                                          |              |
| 고난야마테     | 甲南山手     | 고베시                      | 히가시나다구 |                              |                                                          |              |
| 셋쓰모토야마   | 摂津本山     | 고베시                      | 히가시나다구 |                              |                                                          |              |
| 스미요시       | 住吉         | 고베시                      | 히가시나다구 | 고베 신교통 롯코 아일랜드 선 |                                                          |              |
| 롯코미치       | 六甲道       | 고베시                      | | 나다구                       |                                                          |              |
| 마야           | 摩耶         | 고베시                      | | 나다구                       |                                                          |              |
| 나다           | 灘           | 고베시                      | | 나다구                       |                                                          |              |
| 산노미야       | 三ノ宮       | 고베시                      | 한큐 전철 고베 본선(산노미야역), 고베 고속 철도 도자이 선(산노미야 역) 한신 전기 철도 본선(산노미야 역) ■ 고베 시 교통국 지하철 세이신·야마테 선(산노미야 역) ■ 고베 시 교통국 지하철 가이간 선(산노미야·꽃시계 앞 역: K01) 고베 신교통 포트 아일랜드 선(산노미야 역)                                                                    | 주오구                       |                                                          |              |
| 모토마치       | 元町         | 고베시                      | 한신 전기 철도 본선, 고베 고속 철도 도자이 선 | 주오구                       |                                                          |              |
| 고베           | 神戸         | 고베시                      | 산요 본선, 고베 고속 철도 도자이 선(고속 고베 역) 고베 시 교통국 지하철 가이간 선(하버랜드 역) | 주오구                       |                                                          |              |

## 같이 보기
- 산요 본선